# 野球イタリア代表
野球イタリア代表 (やきゅうイタリアだいひょう、イタリア語: Nazionale di baseball dell'Italia、英語: Italy national baseball team) は、イタリアにおける野球のナショナルチームである。WBSC世界ランキングは14位（2023年11月2日発表時点）。

## 歴史
欧州野球選手権優勝10回、準優勝15回と長年にわたって欧州内ではオランダのライバルとして君臨。オリンピックにもこれまで4回の出場経験がある。選手の出場資格が緩和されるWBC等の国際大会では、代表チームはメジャーリーグベースボール（MLB）及びその傘下に在籍するイタリア系アメリカ人選手と、国内トップリーグであるセリエAに在籍するイタリア人選手を中心に構成される。
2006年の第1回WBCではイタリア系アメリカ人メジャーリーガーであるマイク・ピアッツァらが代表入りした。オーストラリアにコールド勝ちするものの、ベネズエラ、ドミニカ共和国に連敗して1次リーグで姿を消した。
2009年の第2回WBCでは、初戦でベネズエラに敗れた後、敗者復活戦で地元カナダに勝利。2次ラウンド進出をかけて再びベネズエラと対戦するも1-10で敗れ、2大会連続で1次ラウンド敗退となった。
2010年の第31回欧州野球選手権では、決勝でオランダに勝利し、６大会13年ぶりの優勝を果たした。同年の第17回IBAFインターコンチネンタルカップでは、オールプロで挑んだ日本に3-0で完封勝利を収めるなど、過去の国際大会で最高となる3位に入った。
2012年の第32回欧州野球選手権では、2011年のワールドカップで優勝したオランダを2度破るなど無敗の完全優勝で、1989年、1991年以来となる連覇を達成した。
2013年の第3回WBCでは、1次ラウンドでメキシコとカナダに勝利し、初の2次ラウンド進出を果たした。カナダにはコールド勝利を収めた。2次ラウンドではドミニカ共和国とプエルトリコに2連敗し、2次ラウンド敗退となった。
2017年の第4回WBCでは、1次ラウンドでベネズエラとのプレーオフに敗れ敗退した。
2023年の第5回WBCでは、1次ラウンドでA組（台中ラウンド）に振り分けられた。キューバとオランダに勝利し、第3回大会以来2度目となる1次ラウンド突破。初の決勝トーナメント進出を果たした。準々決勝で日本に3-9で敗れたものの、大会初のベスト8入りとなった。
同年9月の第37回欧州野球選手権では、グループステージ初戦のハンガリー戦では勝利したもののスウェーデン、イギリスに連敗して1勝2敗で3位となり、史上初めて同大会での8強入りを逃した。順位決定ラウンドでは3連勝し、最終成績は9位となった。

## 国際大会の成績

### ワールド・ベースボール・クラシック
| 回 | 年   | 開催地                                                                       | 順位            |
| -- | ---- | ---------------------------------------------------------------------------- | --------------- |
| 1  | 2006 | アメリカ合衆国の旗 · 日本の旗 · プエルトリコの旗                             | 1次ラウンド敗退 |
| 2  | 2009 | アメリカ合衆国の旗 · 日本の旗 · プエルトリコの旗 · メキシコの旗 · カナダの旗 | 1次ラウンド敗退 |
| 3  | 2013 | アメリカ合衆国の旗 · 日本の旗 · プエルトリコの旗 · 中華民国の旗              | 2次ラウンド敗退 |
| 4  | 2017 | アメリカ合衆国の旗 · 日本の旗 · 大韓民国の旗 · メキシコの旗                  | 1次ラウンド敗退 |
| 5  | 2023 | アメリカ合衆国の旗 · 日本の旗 · 中華民国の旗                                 | ベスト8         |
| 6  | 2026 |                                                                              | 出場権獲得      |

### オリンピック
| 回 | 年   | 開催地     | 順位     |
| -- | ---- | ---------- | -------- |
| 26 | 1992 | バルセロナ | 7位      |
| 27 | 1996 | アトランタ | 6位      |
| 28 | 2000 | シドニー   | 7位      |
| 29 | 2004 | アテネ     | 8位      |
| 30 | 2008 | 北京       | 予選敗退 |
| 33 | 2021 | 東京       | 予選敗退 |

### WBSCプレミア12
| 回 | 年   | 開催地                                                | 順位                                     |
| -- | ---- | ----------------------------------------------------- | ---------------------------------------- |
| 1  | 2015 | 日本の旗 · 中華民国の旗                               | 11位                                     |
| 2  | 2019 | 日本の旗 · 中華民国の旗 · 大韓民国の旗 · メキシコの旗 | 参加資格無し（世界ランキング16位のため） |
| 3  | 2024 | 日本の旗 · 中華民国の旗 · メキシコの旗                | 参加資格無し                             |

### 欧州野球選手権
- 1954年 - 優勝
- 1955年 - 4位
- 1956年 - 3位
- 1957年 - 3位
- 1958年 - 準優勝
- 1960年 - 準優勝
- 1962年 - 準優勝
- 1964年 - 準優勝
- 1965年 - 準優勝
- 1967年 - 予選敗退
- 1969年 - 準優勝
- 1971年 - 準優勝
- 1973年 - 準優勝
- 1975年 - 優勝
- 1977年 - 優勝
- 1979年 - 優勝
- 1981年 - 準優勝
- 1983年 - 優勝
- 1985年 - 準優勝
- 1987年 - 準優勝
- 1989年 - 優勝
- 1991年 - 優勝
- 1993年 - 準優勝
- 1995年 - 準優勝
- 1997年 - 優勝
- 1999年 - 準優勝
- 2001年 - 3位
- 2003年 - 5位
- 2005年 - 準優勝
- 2007年 - 7位
- 2010年 - 優勝
- 2012年 - 優勝
- 2014年 - 準優勝
- 2016年 - 3位
- 2019年 - 準優勝
- 2021年 - 3位
- 2023年 - 9位

### ワールドカップ
- 1970年 - 10位
- 1971年 - 8位
- 1972年 - 15位
- 1973年 - 予選敗退
- 1974年 - 4位
- 1976年 - 予選敗退
- 1978年 - 6位
- 1980年 - 6位
- 1982年 - 10位
- 1984年 - 11位
- 1986年 - 6位
- 1988年 - 9位
- 1990年 - 10位
- 1994年 - 7位
- 1998年 - 4位
- 2001年 - 11位
- 2003年 - 14位
- 2005年 - 予選敗退
- 2007年 - 予選リーグ敗退

### インターコンチネンタルカップ
- 1973年 - 6位
- 1975年 - 7位
- 1977年 - 予選敗退
- 1979年 - 予選敗退
- 1981年 - 予選敗退
- 1983年 - 4位
- 1985年 - 予選敗退
- 1987年 - 9位
- 1989年 - 8位
- 1991年 - 7位
- 1993年 - 8位
- 1995年 - 10位
- 1997年 - 6位
- 1999年 - 6位
- 2002年 - 7位
- 2006年 - 6位
- 2010年 - 3位

### イタリアンベースボールウィーク
- 2005年 - 2位
- 2007年 - 3位
- 2009年 - 3位
- 2010年 - 優勝
- 2012年 - 2位
- 2014年 - 優勝
- 2016年

## 世界ランキング
WBSCが発表している男子野球世界ランキングにおいて、イタリアの順位は以下の通りである。
| 回 | 発表日         | 順位 | 変動 | ポイント |
| -- | -------------- | ---- | ---- | -------- |
| 1  | 2012年12月31日 | 9    | +-0  | 214.8    |
| 2  | 2014年12月31日 | 11   | 2    | 196.18   |
| 3  | 2016年12月31日 | 10   | 1    | 2008     |
| 4  | 2018年9月25日  | 15   | 5    | 1135     |
| 5  | 2018年12月17日 | 16   | 1    | 1135     |
| 6  | 2019年12月31日 | 17   | 1    | 1202     |
| 7  | 2020年3月18日  | 17   | +-0  | 1202     |
| 8  | 2021年6月28日  | 17   | +-0  | 650      |
| 9  | 2021年8月11日  | 17   | +-0  | 759      |
| 10 | 2021年12月31日 | 17   | +-0  | 971      |
| 11 | 2022年12月31日 | 16   | 1    | 1309     |
| 12 | 2023年3月28日  | 12   | 4    | 2017     |
| 13 | 2023年8月15日  | 12   | +-0  | 1969     |
| 14 | 2023年10月5日  | 13   | 1    | 1939     |
| 15 | 2023年11月2日  | 14   | 1    | 1939     |

## 歴代監督
- マット・ギャランティ（2006）
- マルコ・マッツィエーリ（2007 - 2017）
- ジャンピエロ・ファラオーネ（その他）
- ジルベルト・ジレーリ（イタリア語版）（2017 - 2019）
- マイク・ピアッツァ（2023）

## 代表選手
※詳細は以下の項目
- 2006 ワールド・ベースボール・クラシック・イタリア代表
- 2009 ワールド・ベースボール・クラシック・イタリア代表
- 2013 ワールド・ベースボール・クラシック・イタリア代表
- 2015 WBSCプレミア12 イタリア代表
- 2017 ワールド・ベースボール・クラシック・イタリア代表
- 2023 ワールド・ベースボール・クラシック・イタリア代表